# Cova de Font-rabiosa
La Cova de Font-rabiosa (en francès. Grotte de Fontrabiouse) està situada en el terme de la comuna de Font-rabiosa, a la comarca nord-catalana del Capcir.
D'origen càrstic, va ser descoberta el 1958 ran dels treballs d'una pedrera d'ònix, la mateixa pedrera d'on es van extreure els materials de revestiment del Palau de Chaillot de París i del Palau dels Reis de Mallorca de Perpinyà. Té una longitud de 12 quilòmetres; la cambra més gran té una alçada de 25 metres. El riu subterrani i les formacions d'aragonites li donen una bellesa particular. Durant tot l'any té una temperatura de 6 graus.
Part de la cova va ser condicionada per a finalitats turístiques i oberta al públic el 1983. La visita (de pagament) és possible tot l'any (amb un període de vacances tancat de mitjan novembre al 5 de desembre). Dura una hora i té un recorregut de vora un quilòmetre amb un desnivell de 70 graons.

## Videografia
- DVD de Jacques Delanoë Grotte de Fontrabiouse (en francès, català, castellà i anglès)